# Benčani
Benčani – wieś w Chorwacji, w żupanii istryjskiej, w gminie Višnjan. W 2011 roku liczyła 25 mieszkańców.